# Spinantenna tristis
Spinantenna tristis är en fjärilsart som beskrevs av Guérin 1829. Spinantenna tristis ingår i släktet Spinantenna och familjen praktfjärilar. Inga underarter finns listade i Catalogue of Life.